# 정월 대보름 들불축제
정월 대보름 들불축제는 대한민국 제주특별자치도 제주시의 축제이다.

## 기원
목축업이 성행했던 제주의 중산간 마을에서는 오래전부터 산간 초지의 해묵은 풀을 없애고, 해충을 구제하고자 마을별로 늦겨울에서 이른봄 사이에 들판에 불을 놓는 방애란 풍습이 있었다. 그러나 1960년대 들어 정부에서 산불 위험과 지력 약화를 이유로 전국의 모든 산에 불을 놓는 행위를 금지함에 따라 제주의 방애도 점차 사라졌다. 그러다 1995년 지방자치단체장이 민선으로 선출되면서 제주도 북제주군(현재의 제주특별자치도 제주시)이 전국에서 최초로 산에서의 화입 행위를 허용하자 방애가 다시 등장하였고, 산야가 불에 타는 광경이 볼거리가 되면서 이를 현대적 감각에 맞게 축제로 만들었다. 이것이 정월대보름 들불축제의 시초이며, 처음으로 축제를 개최한 해인 1997년 이후 매년 한 번씩 축제가 열려 2010년 현재 14회째를 맞이하고 있다.